# Eugène Caillaux

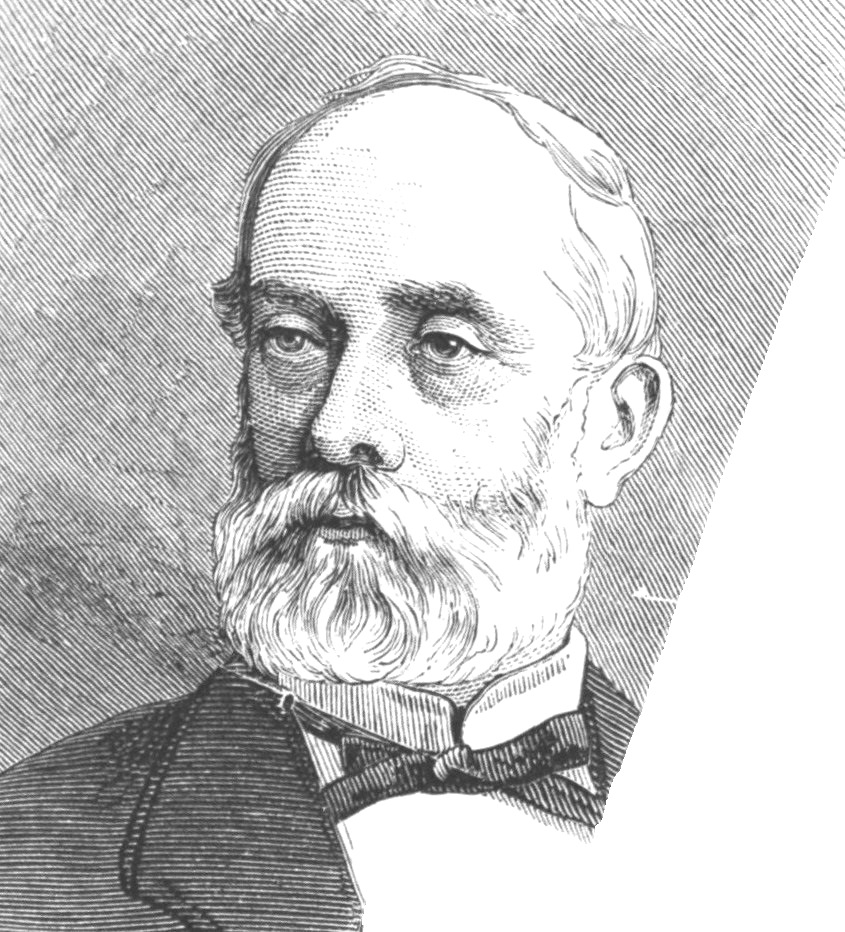
Eugène Caillaux

Eugène Caillaux (1822 - 1896) was een Frans politicus.
Eugène Caillaux, een conservatief, was verscheidene malen minister:
- 22 mei 1874 - 9 maart 1876: Minister van Openbare Werken in de kabinetten-Courtot de Cissey, Buffet en Dufaure III
- 17 mei - 19 november 1877: Minister van Financiën in het kabinet-De Broglie III

Eugène Caillaux overleed in 1896.
Zijn zoon was Joseph Caillaux, een leider van de Parti Radical-Socialiste die van 1911 tot 1912 premier van Frankrijk was geweest.